# Marele Premiu al Austriei din 2023
Marele Premiu al Austriei din 2023 (cunoscut oficial ca Formula 1 Rolex Großer Preis von Österreich 2023) a fost o cursă auto de Formula 1 ce s-a desfășurat pe 2 iulie 2023 pe circuitul Red Bull Ring din Spielberg, Austria. Cursa a fost cea de-a noua etapă a Campionatului Mondial de Formula 1 al FIA din 2023. A fost al doilea weekend de Mare Premiu din sezonul 2023 care a folosit formatul sprint.
Max Verstappen a câștigat a cincea sa cursă consecutivă după ce a plecat din pole position, și l-a depășit astfel pe Ayrton Senna la numărul de victorii în carieră. Charles Leclerc de la Ferrari a revenit din nou pe podium după patru curse, clasându-se pe locul 2, iar Sergio Pérez, coechipierul lui Verstappen de la Red Bull Racing, a încheiat cursa pe poziția a treia.
Evenimentul a fost marcat de numeroase incidente privind depășirea limitelor pistei de către piloți în timpul cursei, majoritatea concluzionându-se cu acordarea de penalizări din partea comisariilor de cursă. Totul a culminat atunci când, la câteva ore după încheierea cursei, FIA a anunțat penalizarea adițională a opt piloți, modificându-se astfel rezultatele cursei.

## Context
Furnizorul de anvelope Pirelli a adus compușii de anvelope C3, C4 și C5 (denumiți dur, mediu și, respectiv, moale) pentru ca echipele să le folosească la eveniment.

## Sprint

### Calificările pentru sprint
Calificările pentru cursa sprint au avut loc sâmbătă, 1 iulie, cu începere de la ora locală 12:00.
| Poz.                  | Nr. | Pilot            | Constructor                  | Timpi calificări | Timpi calificări | Timpi calificări | Grila sprint |
| Poz.                  | Nr. | Pilot            | Constructor                  | SQ1              | SQ2              | SQ3              | Grila sprint |
| --------------------- | --- | ---------------- | ---------------------------- | ---------------- | ---------------- | ---------------- | ------------ |
| 1                     | 1   | Max Verstappen   | Red Bull Racing-Honda RBPT   | 1:06,236         | 1:05,371         | 1:04,440         | 1            |
| 2                     | 11  | Sergio Pérez     | Red Bull Racing-Honda RBPT   | 1:06,924         | 1:05,836         | 1:04,933         | 2            |
| 3                     | 4   | Lando Norris     | McLaren-Mercedes             | 1:06,723         | 1:05,699         | 1:05,010         | 3            |
| 4                     | 27  | Nico Hülkenberg  | Haas-Ferrari                 | 1:06,548         | 1:06,091         | 1:05,084         | 4            |
| 5                     | 55  | Carlos Sainz Jr. | Ferrari                      | 1:06,187         | 1:05,434         | 1:05,136         | 5            |
| 6                     | 16  | Charles Leclerc  | Ferrari                      | 1:07,061         | 1:05,673         | 1:05,245         | 9            |
| 7                     | 14  | Fernando Alonso  | Aston Martin Aramco-Mercedes | 1:06,611         | 1:05,759         | 1:05,258         | 6            |
| 8                     | 18  | Lance Stroll     | Aston Martin Aramco-Mercedes | 1:06,569         | 1:05,914         | 1:05,347         | 7            |
| 9                     | 31  | Esteban Ocon     | Alpine-Renault               | 1:06,840         | 1:05,604         | 1:05,366         | 8            |
| 10                    | 20  | Kevin Magnussen  | Haas-Ferrari                 | 1:06,629         | 1:05,730         | 1:05,912         | 10           |
| 11                    | 23  | Alexander Albon  | Williams-Mercedes            | 1:06,892         | 1:06,152         | N/A              | 11           |
| 12                    | 10  | Pierre Gasly     | Alpine-Renault               | 1:06,873         | 1:06,360         | N/A              | 12           |
| 13                    | 22  | Yuki Tsunoda     | AlphaTauri-Honda RBPT        | 1:06,896         | 1:06,369         | N/A              | 13           |
| 14                    | 21  | Nyck de Vries    | AlphaTauri-Honda RBPT        | 1:06,704         | 1:06,593         | N/A              | 14           |
| 15                    | 63  | George Russell   | Mercedes                     | 1:06,653         | No time          | N/A              | 15           |
| 16                    | 24  | Zhou Guanyu      | Alfa Romeo-Ferrari           | 1:07,062         | N/A              | N/A              | 16           |
| 17                    | 81  | Oscar Piastri    | McLaren-Mercedes             | 1:07,106         | N/A              | N/A              | 17           |
| 18                    | 44  | Lewis Hamilton   | Mercedes                     | 1:07,282         | N/A              | N/A              | 18           |
| 19                    | 77  | Valtteri Bottas  | Alfa Romeo-Ferrari           | 1:07,291         | N/A              | N/A              | 19           |
| 20                    | 2   | Logan Sargeant   | Williams-Mercedes            | 1:07,426         | N/A              | N/A              | 20           |
| Regula 107%: 1:10,820 |     |                  |                              |                  |                  |                  |              |
| Sursa:                |     |                  |                              |                  |                  |                  |              |

Note
- ^1 – Charles Leclerc a primit o penalizare de trei locuri pe grilă pentru împiedicarea lui Oscar Piastri în SQ1.[5]
- ^2 –Întrucât calificările pentru sprint s-au desfășurat pe o pistă udă, regula 107% nu era în vigoare.[6]

### Cursa sprint
Sprintul a avut loc tot pe 1 iulie, având startul la ora locală 16:30, fiind programat pentru 24 de tururi sau 60 de minute.
| Poz.                                                                    | Nr. | Pilot            | Constructor                  | Tururi | Timp/Retras | Grilă | Puncte |
| ----------------------------------------------------------------------- | --- | ---------------- | ---------------------------- | ------ | ----------- | ----- | ------ |
| 1                                                                       | 1   | Max Verstappen   | Red Bull Racing-Honda RBPT   | 24     | 30:26,730   | 1     | 8      |
| 2                                                                       | 11  | Sergio Pérez     | Red Bull Racing-Honda RBPT   | 24     | +21,048     | 2     | 7      |
| 3                                                                       | 55  | Carlos Sainz Jr. | Ferrari                      | 24     | +23,088     | 5     | 6      |
| 4                                                                       | 18  | Lance Stroll     | Aston Martin Aramco-Mercedes | 24     | +29,703     | 7     | 5      |
| 5                                                                       | 14  | Fernando Alonso  | Aston Martin Aramco-Mercedes | 24     | +30,109     | 6     | 4      |
| 6                                                                       | 27  | Nico Hülkenberg  | Haas-Ferrari                 | 24     | +31,297     | 4     | 3      |
| 7                                                                       | 31  | Esteban Ocon     | Alpine-Renault               | 24     | +36,602     | 8     | 2      |
| 8                                                                       | 63  | George Russell   | Mercedes                     | 24     | +36,611     | 15    | 1      |
| 9                                                                       | 4   | Lando Norris     | McLaren-Mercedes             | 24     | +38,608     | 3     |        |
| 10                                                                      | 63  | Lewis Hamilton   | Mercedes                     | 24     | +46,375     | 18    |        |
| 11                                                                      | 81  | Oscar Piastri    | McLaren-Mercedes             | 24     | +49,807     | 17    |        |
| 12                                                                      | 16  | Charles Leclerc  | Ferrari                      | 24     | +50,789     | 9     |        |
| 13                                                                      | 23  | Alexander Albon  | Williams-Mercedes            | 24     | +52,848     | 11    |        |
| 14                                                                      | 20  | Kevin Magnussen  | Haas-Ferrari                 | 24     | +56,593     | 10    |        |
| 15                                                                      | 10  | Pierre Gasly     | Alpine-Renault               | 24     | +57,652     | 12    |        |
| 16                                                                      | 22  | Yuki Tsunoda     | AlphaTauri-Honda RBPT        | 24     | +1:04,822   | 13    |        |
| 17                                                                      | 21  | Nyck de Vries    | AlphaTauri-Honda RBPT        | 24     | +1:05,617   | 14    |        |
| 18                                                                      | 2   | Logan Sargeant   | Williams-Mercedes            | 24     | +1:06,059   | 20    |        |
| 19                                                                      | 24  | Zhou Guanyu      | Alfa Romeo-Ferrari           | 24     | +1:10,825   | 16    |        |
| 20                                                                      | 77  | Valtteri Bottas  | Alfa Romeo-Ferrari           | 24     | +1:16,435   | LB    |        |
| Cel mai rapid tur: Nico Hülkenberg (Haas-Ferrari) – 1:10,180 (turul 24) |     |                  |                              |        |             |       |        |
| Sursa:                                                                  |     |                  |                              |        |             |       |        |

Note
- ^1 – Valtteri Bottas s-a calificat pe locul 19, dar a început cursa de pe linia boxelor întrucât a făcut o oprire la boxe în timpul turului de formare. Locul lui pe grilă a rămas liber.[5]

## Marele Premiu

### Calificări
Calificările pentru Marele Premiu au avut loc pe 30 iunie 2023 începând cu ora locală 17:00 (UTC+2), ora 18:00 ora României.
| Poz.                  | Nr. | Pilot            | Constructor                  | Timpi calificări | Timpi calificări | Timpi calificări | Grila finală |
| Poz.                  | Nr. | Pilot            | Constructor                  | Q1               | Q2               | Q3               | Grila finală |
| --------------------- | --- | ---------------- | ---------------------------- | ---------------- | ---------------- | ---------------- | ------------ |
| 1                     | 1   | Max Verstappen   | Red Bull Racing-Honda RBPT   | 1:05,116         | 1:04,951         | 1:04,391         | 1            |
| 2                     | 16  | Charles Leclerc  | Ferrari                      | 1:05,577         | 1:05,087         | 1:04,439         | 2            |
| 3                     | 55  | Carlos Sainz Jr. | Ferrari                      | 1:05,339         | 1:04,975         | 1:04,581         | 3            |
| 4                     | 4   | Lando Norris     | McLaren-Mercedes             | 1:05,617         | 1:05,038         | 1:04,658         | 4            |
| 5                     | 44  | Lewis Hamilton   | Mercedes                     | 1:05,673         | 1:05,188         | 1:04,819         | 5            |
| 6                     | 18  | Lance Stroll     | Aston Martin Aramco-Mercedes | 1:05,710         | 1:05,121         | 1:04,893         | 6            |
| 7                     | 14  | Fernando Alonso  | Aston Martin Aramco-Mercedes | 1:05,655         | 1:05,181         | 1:04,911         | 7            |
| 8                     | 27  | Nico Hülkenberg  | Haas-Ferrari                 | 1:05,740         | 1:05,362         | 1:05,090         | 8            |
| 9                     | 10  | Pierre Gasly     | Alpine-Renault               | 1:05,515         | 1:05,308         | 1:05,170         | 9            |
| 10                    | 23  | Alexander Albon  | Williams-Mercedes            | 1:05,673         | 1:05,387         | 1:05,823         | 10           |
| 11                    | 63  | George Russell   | Mercedes                     | 1:05,686         | 1:05,428         | N/A              | 11           |
| 12                    | 31  | Esteban Ocon     | Alpine-Renault               | 1:05,729         | 1:05,453         | N/A              | 12           |
| 13                    | 81  | Oscar Piastri    | McLaren-Mercedes             | 1:05,683         | 1:05,605         | N/A              | 13           |
| 14                    | 77  | Valtteri Bottas  | Alfa Romeo-Ferrari           | 1:05,763         | 1:05,680         | N/A              | 14           |
| 15                    | 11  | Sergio Pérez     | Red Bull Racing-Honda RBPT   | 1:05,177         | 2:06,688         | N/A              | 15           |
| 16                    | 22  | Yuki Tsunoda     | AlphaTauri-Honda RBPT        | 1:05,784         | N/A              | N/A              | 16           |
| 17                    | 24  | Zhou Guanyu      | Alfa Romeo-Ferrari           | 1:05,818         | N/A              | N/A              | 17           |
| 18                    | 2   | Logan Sargeant   | Williams-Mercedes            | 1:05,948         | N/A              | N/A              | 18           |
| 19                    | 20  | Kevin Magnussen  | Haas-Ferrari                 | 1:05,971         | N/A              | N/A              | LB           |
| 20                    | 21  | Nyck de Vries    | AlphaTauri-Honda RBPT        | 1:05,974         | N/A              | N/A              | LB           |
| Regula 107%: 1:09,674 |     |                  |                              |                  |                  |                  |              |
| Sursa:                |     |                  |                              |                  |                  |                  |              |

Note
- ^1 – Kevin Magnussen s-a calificat pe locul 19, dar a fost nevoit să înceapă cursa de pe linia boxelor deoarece configurația suspensiei a fost schimbată în timp ce mașina era sub parcul închis.[9]
- ^2 – Nyck de Vries s-a calificat pe locul 20, dar a fost obligat să înceapă cursa din spatele grilei pentru că și-a depășit cota de elemente ale unității de putere. Apoi a trebuit să înceapă cursa de pe linia boxelor din cauza modificărilor aduse configurației suspensiei și ale aripii din spate în timp ce mașina era sub parcul închis.[9]

### Cursa
Cursa a avut loc pe 2 iulie 2023 începând cu ora locală 15:00 (UTC+2), ora 16:00 ora României, cu distanța de 71 de tururi.
| Poz.                                                                                 | Nr. | Pilot            | Constructor                  | Tururi | Timp/Retras        | Grilă | Puncte |
| ------------------------------------------------------------------------------------ | --- | ---------------- | ---------------------------- | ------ | ------------------ | ----- | ------ |
| 1                                                                                    | 1   | Max Verstappen   | Red Bull Racing-Honda RBPT   | 71     | 1:25:33,607        | 1     | 26     |
| 2                                                                                    | 16  | Charles Leclerc  | Ferrari                      | 71     | +5,155             | 2     | 18     |
| 3                                                                                    | 11  | Sergio Pérez     | Red Bull Racing-Honda RBPT   | 71     | +17,188            | 15    | 15     |
| 4                                                                                    | 4   | Lando Norris     | McLaren-Mercedes             | 71     | +26,327            | 4     | 12     |
| 5                                                                                    | 14  | Fernando Alonso  | Aston Martin Aramco-Mercedes | 71     | +30,317            | 7     | 10     |
| 6                                                                                    | 55  | Carlos Sainz Jr. | Ferrari                      | 71     | +31,377            | 3     | 8      |
| 7                                                                                    | 63  | George Russell   | Mercedes                     | 71     | +48,403            | 11    | 6      |
| 8                                                                                    | 44  | Lewis Hamilton   | Mercedes                     | 71     | +49,196            | 5     | 4      |
| 9                                                                                    | 18  | Lance Stroll     | Aston Martin Aramco-Mercedes | 71     | +59,043            | 6     | 2      |
| 10                                                                                   | 10  | Pierre Gasly     | Alpine-Renault               | 71     | +1:07,667          | 9     | 1      |
| 11                                                                                   | 23  | Alexander Albon  | Williams-Mercedes            | 71     | +1:19,767          | 10    |        |
| 12                                                                                   | 24  | Zhou Guanyu      | Alfa Romeo-Ferrari           | 70     | +1 tur             | 17    |        |
| 13                                                                                   | 2   | Logan Sargeant   | Williams-Mercedes            | 70     | +1 tur             | 18    |        |
| 14                                                                                   | 31  | Esteban Ocon     | Alpine-Renault               | 70     | +1 tur             | 12    |        |
| 15                                                                                   | 77  | Valtteri Bottas  | Alfa Romeo-Ferrari           | 70     | +1 tur             | 14    |        |
| 16                                                                                   | 81  | Oscar Piastri    | McLaren-Mercedes             | 70     | +1 tur             | 13    |        |
| 17                                                                                   | 21  | Nyck de Vries    | AlphaTauri-Honda RBPT        | 70     | +1 tur             | LB    |        |
| 18                                                                                   | 20  | Kevin Magnussen  | Haas-Ferrari                 | 70     | +1 tur             | LB    |        |
| 19                                                                                   | 22  | Yuki Tsunoda     | AlphaTauri-Honda RBPT        | 70     | +1 tur             | 16    |        |
| Ab                                                                                   | 27  | Nico Hülkenberg  | Haas-Ferrari                 | 12     | Pierderi de putere | 8     |        |
| Cel mai rapid tur: Max Verstappen (Red Bull Racing-Honda RBPT) – 1:07,012 (turul 71) |     |                  |                              |        |                    |       |        |
| Sursa:                                                                               |     |                  |                              |        |                    |       |        |

Note
- ^1 – Include un punct pentru cel mai rapid tur.[11]
- ^2 – Carlos Sainz Jr. a terminat pe locul 4, dar a primit o penalizare de zece secunde pentru depășirea limitelor pistei.[10]
- ^3 – Lewis Hamilton a terminat pe locul 7, dar a primit o penalizare de zece secunde pentru depășirea limitelor pistei.[10]
- ^4 – Pierre Gasly a terminat pe locul 9, dar a primit o penalizare de zece secunde pentru depășirea limitelor pistei.[10]
- ^5 – Alexander Albon a primit o penalizare de zece secunde pentru depășirea limitelor pistei. Poziția sa finală nu a fost afectată de penalizare.[10]
- ^6 – Logan Sargeant a primit o penalizare de cinci secunde pentru depășirea limitelor pistei. Poziția sa finală nu a fost afectată de penalizare.[10]
- ^7 – Esteban Ocon a terminat pe locul 12, dar a primit o penalizare de 30 de secunde pentru depășirea limitelor pistei.[10]
- ^8 – Nyck de Vries a terminat pe locul 15, dar a primit o penalizare de cinci secunde pentru că l-a forțat pe Kevin Magnussen să iasă de pe pistă. De asemenea, a primit o penalizare de 15 secunde pentru depășirea limitelor pistei.[10]
- ^9 – Kevin Magnussen a terminat pe locul 19, dar a primit o penalizare de 5 secunde pentru depășirea limitelor pistei. El a câștigat o poziție în urma penalizării lui Yuki Tsunoda.[10]
- ^10 – Yuki Tsunoda a terminat pe locul 17, dar a primit o penalizare de 15 secunde pentru depășirea limitelor pistei.[10]

## Clasamentele campionatelor după cursă
|        | Poz. | Pilot            | Pct. |
| ------ | ---- | ---------------- | ---- |
|        | 1    | Max Verstappen   | 229  |
|        | 2    | Sergio Pérez     | 148  |
|        | 3    | Fernando Alonso  | 131  |
|        | 4    | Lewis Hamilton   | 106  |
|        | 5    | Carlos Sainz Jr. | 82   |
| Sursa: |      |                  |      |

|        | Poz. | Constructor                  | Pct. |
| ------ | ---- | ---------------------------- | ---- |
|        | 1    | Red Bull Racing-Honda RBPT   | 377  |
|        | 2    | Mercedes                     | 178  |
|        | 3    | Aston Martin Aramco-Mercedes | 175  |
|        | 4    | Ferrari                      | 154  |
|        | 5    | Alpine-Renault               | 47   |
| Sursa: |      |                              |      |

- Notă: Doar primele cinci locuri sunt prezentate în ambele clasamente.